# 那罗师诃
那罗师诃（Narasiṃha），又称Nrusimha（नृसिंह，Nṛsiṃha）、Narasingh、Narsingh和Narasingha，意为“人狮”，印度教所崇拜的大神毗湿奴十大化身中的第四个化身，即半人半狮，曾經消滅阿修羅王金席。
金席與孪生兄弟金目在人間胡作非為，毗湿奴化身为野豬（筏罗诃）打敗金目，但金席蒙梵天恩诺：不论是人是兽，从内从外，白天黑夜，无论使用任何武器，都不能伤害他。他有恃无恐，大闹天上人间。其子普罗诃多不顾生死，篤信毗湿奴。一天，金席以脚踢一根石柱，问普罗诃多：“如果你的神无所不在，那他也存在于这石柱之中麼？”毗湿奴当即化身那罗师诃，从石柱中出现，于薄暮时在门前杀死金席。

## 图库

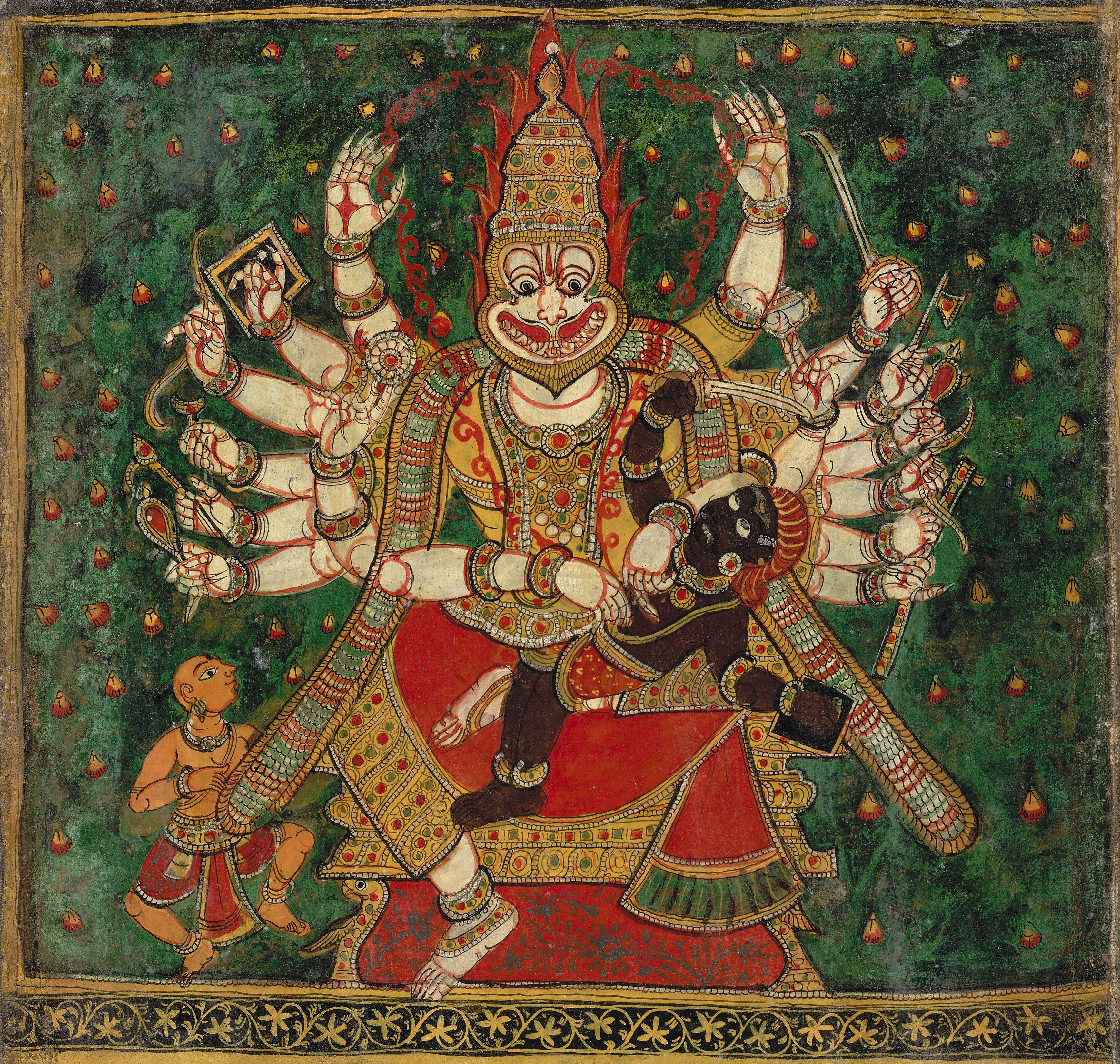
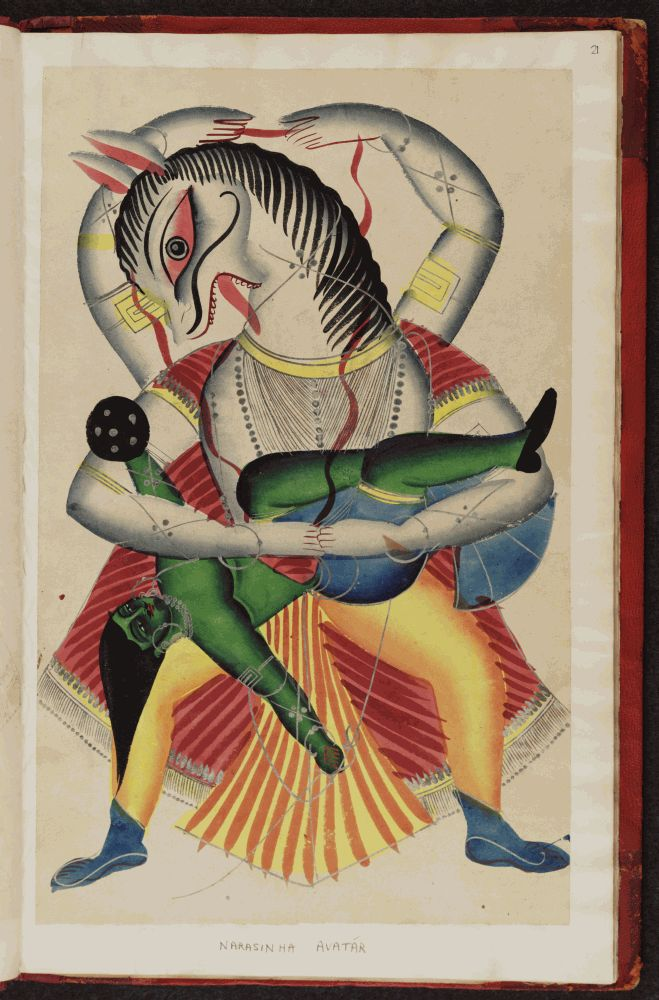
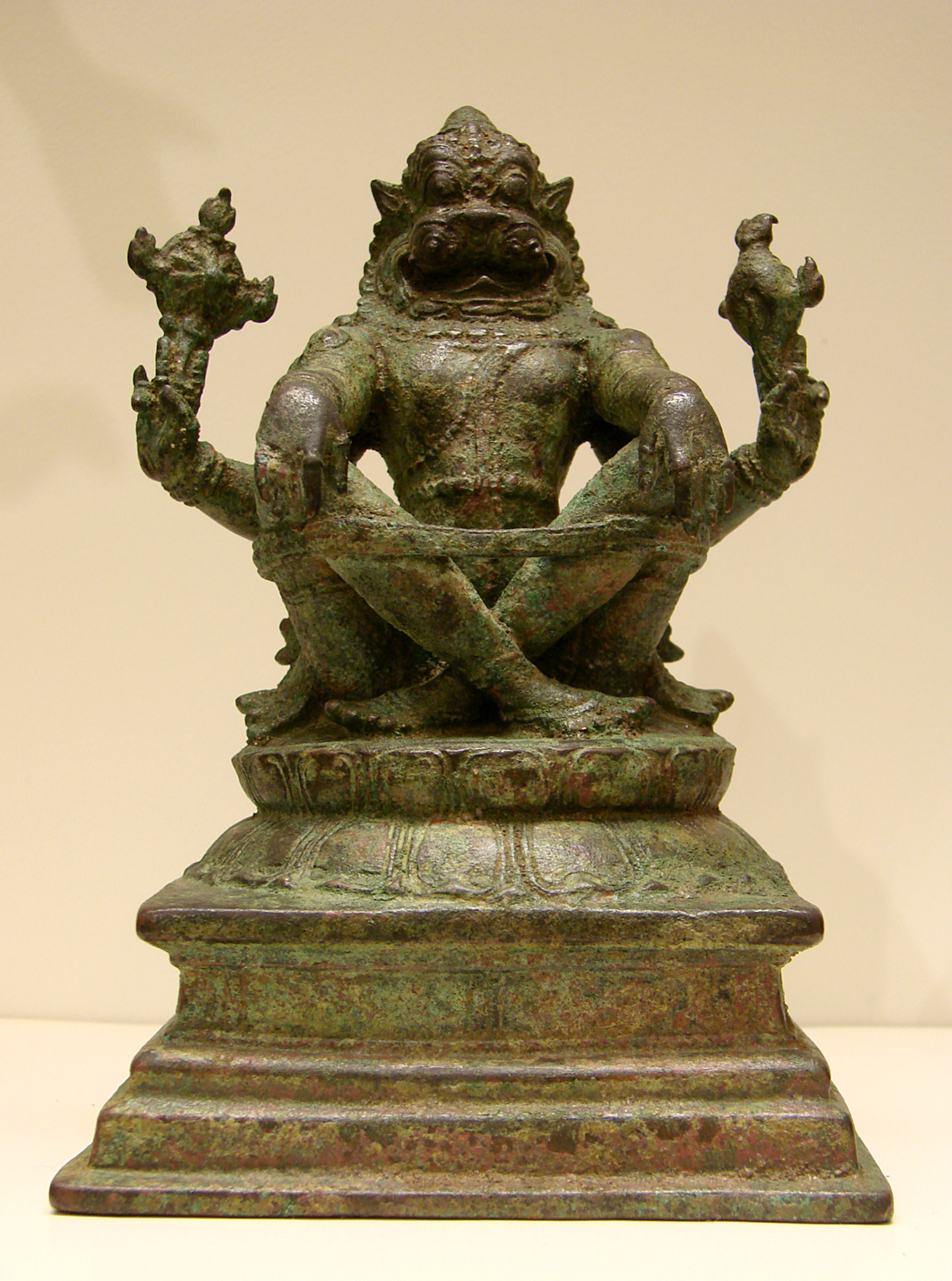
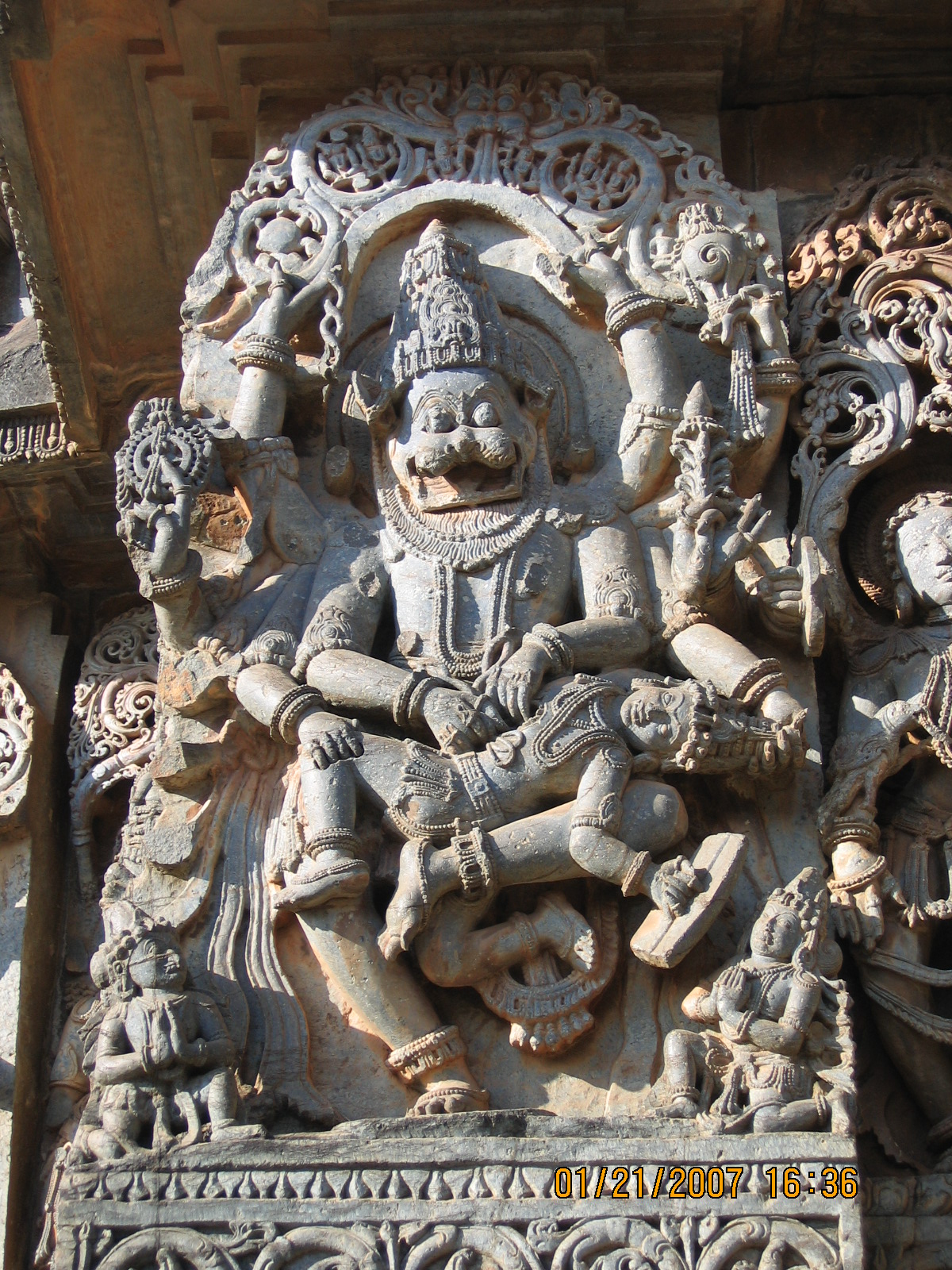
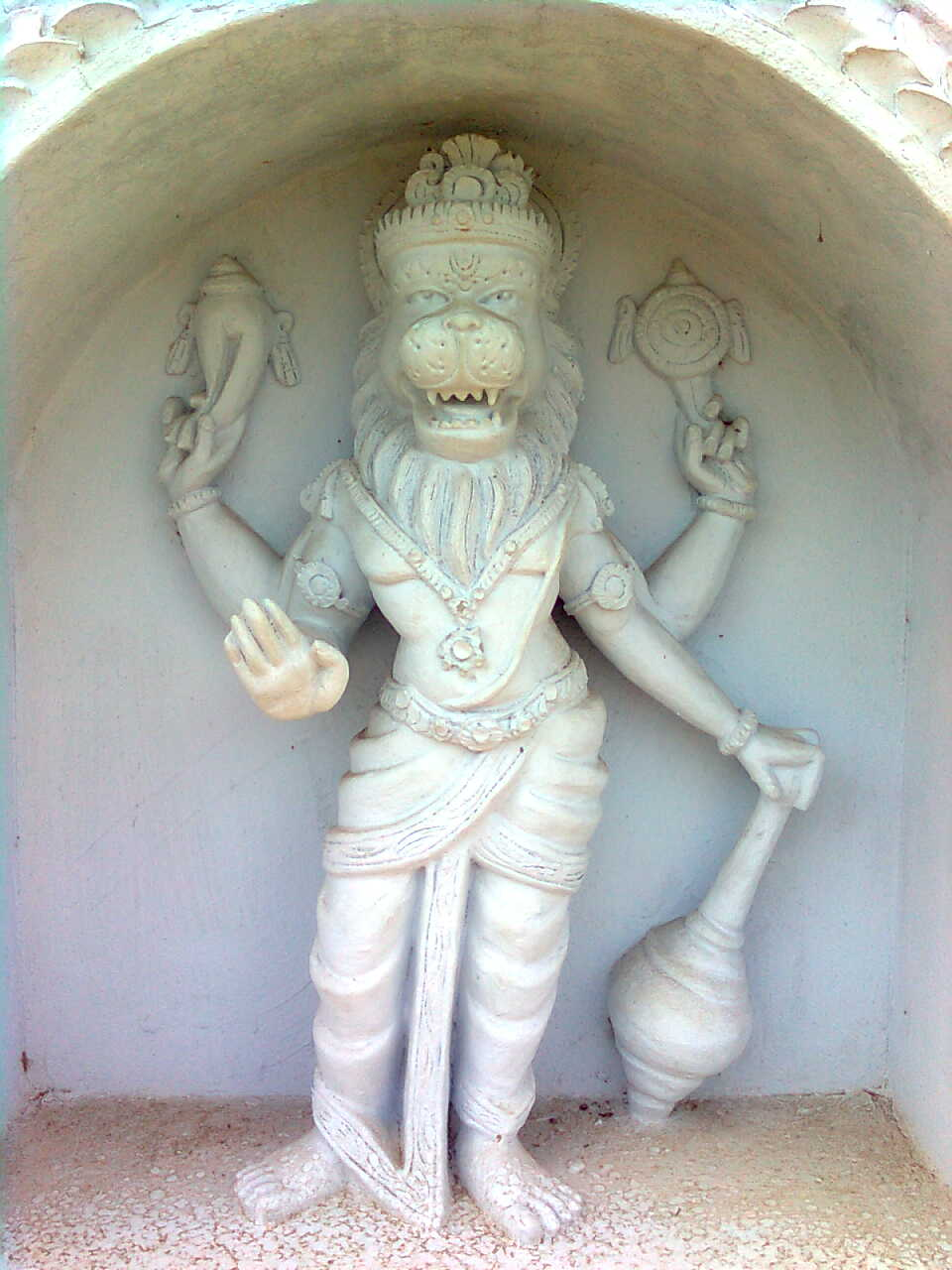
Simhachalam寺的那罗师诃塑像
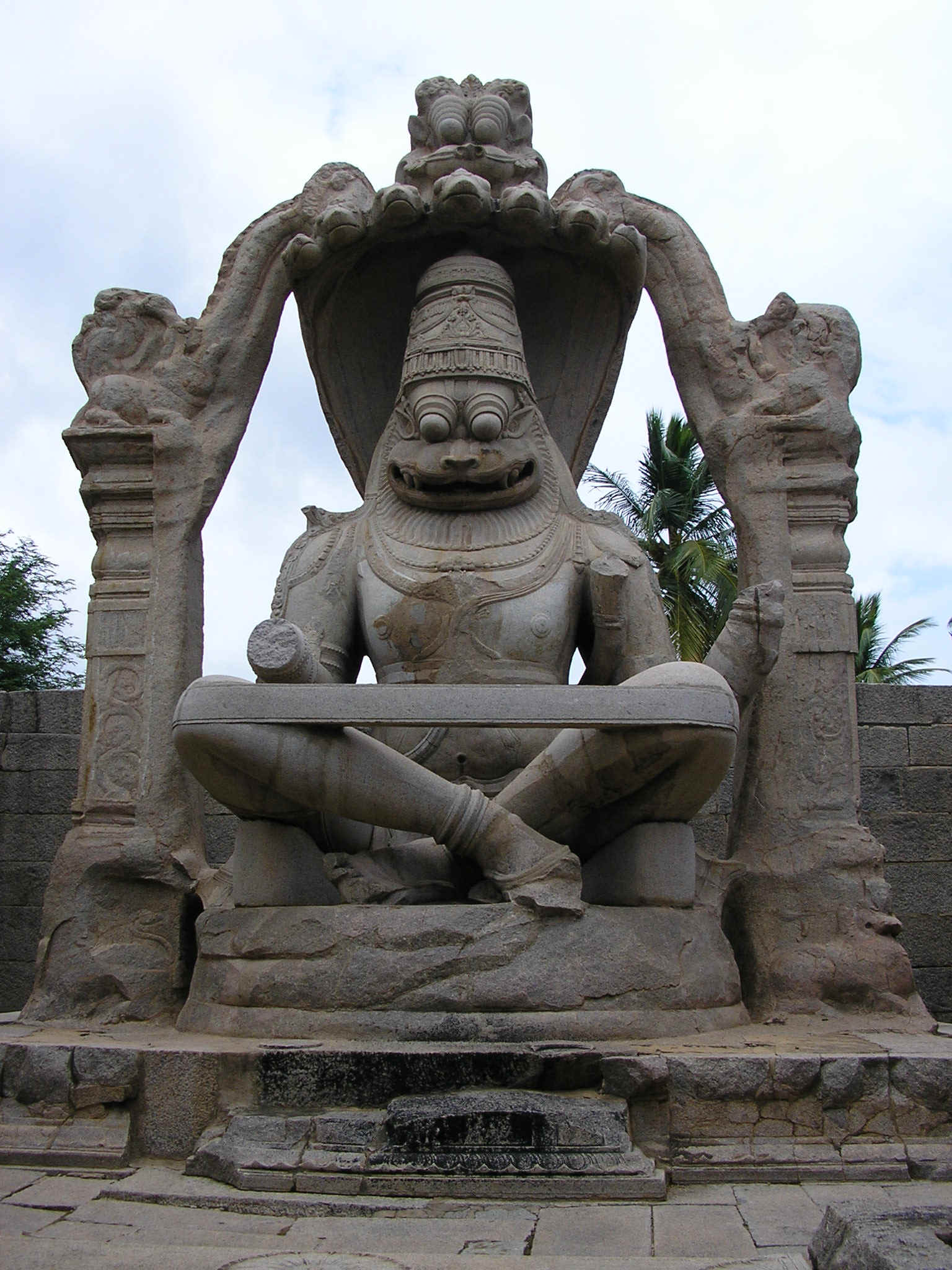